# BigCityBeats World Club Dome
Der BigCityBeats World Club Dome (Eigenschreibweise WORLD CLUB DOME, kurz WCD) ist ein elektronisches Musikfestival, das seit 2013[veraltet] jährlich Ende Mai oder Anfang Juni in Frankfurt am Main stattfindet. Veranstaltet wird das Festival vom Radiosender BigCityBeats. Der Ableger World Club Dome Winter Edition wurde von 2015 bis 2017 in der Gelsenkirchener Veltins-Arena veranstaltet und findet seit 2018 in der Düsseldorfer Merkur Spiel-Arena statt. Seit 2017 gibt es auch einen Ableger in Südkorea. Zudem gibt es regelmäßig Sonderveranstaltungen wie World Club Dome Zero Gravity (Event-Parabelflüge) oder die World Club Dome Cruise Edition an Bord verschiedener Kreuzfahrtschiffe.

## Entwicklung

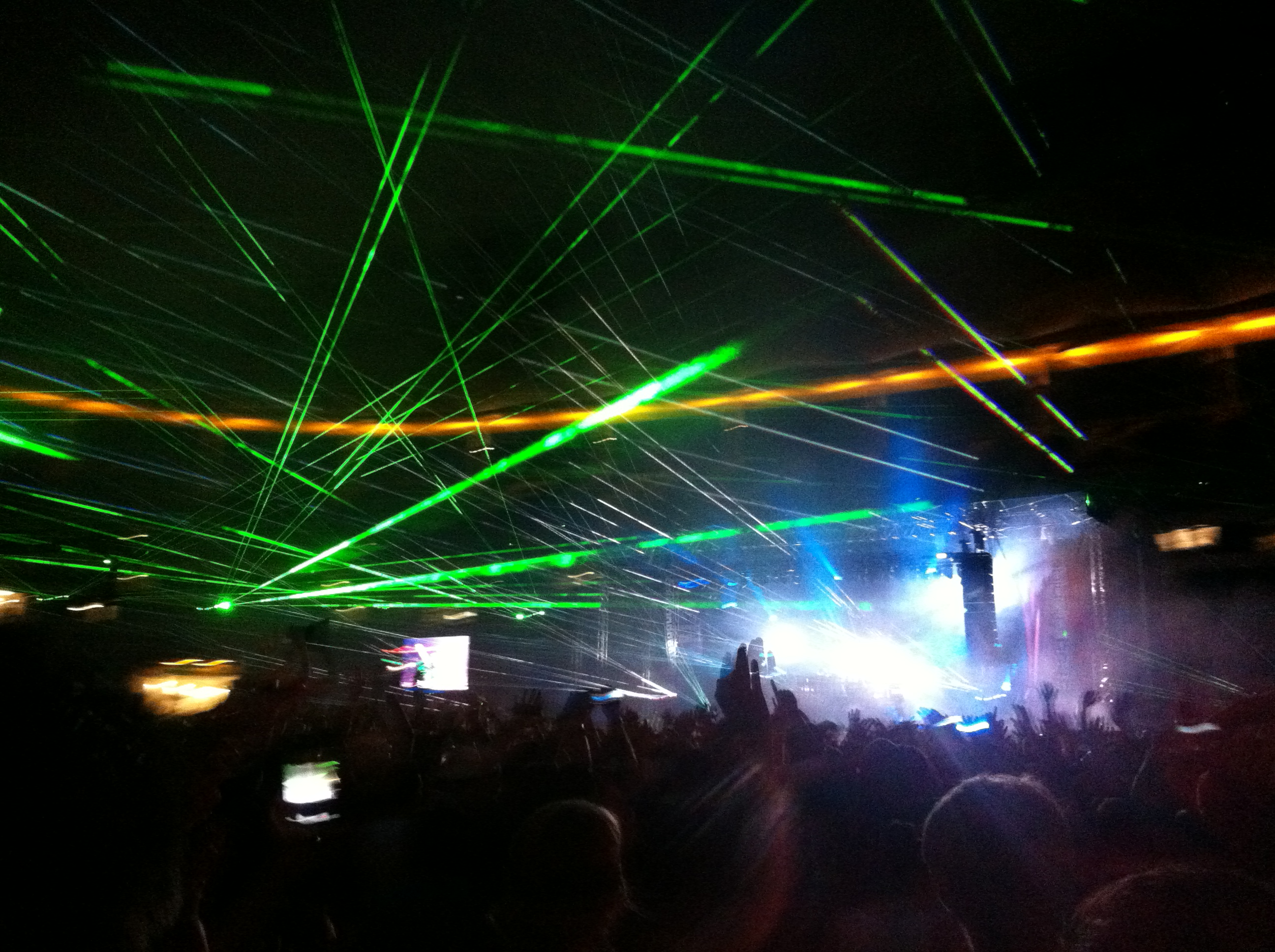
Lichtshow beim World Club Dome 2013

Das erste Festival fand am 9. Juni 2013 noch unter dem Namen BigCityBeats World Music Dome statt und wurde vom Radiosender BigCityBeats anlässlich seines neunjährigen Bestehens organisiert. 25.000 Besucher und über 100 DJs nahmen teil. Neben der Mainstage im Stadion gab es noch weitere 10 Micro-Floors, die auf eine Vielzahl an unterschiedlichen Genres ausgelegt waren.
Das zweite Festival fand vom 31. Mai bis zum 1. Juni 2014 statt und erstreckte sich über zwei Tage. Jeweils 30.000 Besucher pro Tag feierten mit 150 DJs auf 12 Floors.
2015 fand das Festival erstmals an drei Tagen statt. Auf 14 Bühnen (unter anderem betrieben vom Space Ibiza und Neonsplash) traten etwa 150 DJs auf. Der Fernsehsender RTL II strahlte das Festival am Sonntagabend teilweise live im Fernsehen aus. Die Übertragung des Fernsehsenders wurde wegen seiner mangelnden Aufbereitung und fehlender redaktioneller Qualität kritisiert. Insgesamt nahmen 100.000 Menschen an den drei Tagen am Festival teil.
2016 fand die vierte Ausgabe vom 3. bis 5. Juni statt. Es gab neben dem Festivalgelände erstmals auch eine Pool- und Camping-Area. Insgesamt nahmen 120.000 Besucher und 200 DJs am Festival teil.
Bei der Winter Edition am 12. November 2016 gab das Management bekannt, dass das Festival expandieren wird, so wurde ein weiteres Mal die Anzahl der Stages und DJs erhöht und für 2017 ein Ableger in Südkorea angekündigt.
2017 fand das Festival vom 2. Juni bis zum 4. Juni zum fünften Mal statt. Insgesamt 140.000 Gäste, davon bis zu 45.000 am Tag, besuchten das Festival. Wegen mehrerer Terroranschläge wenige Tage vor dem Festival galten strenge Sicherheitskontrollen für das Gelände.
2018 wurde das Event unter dem Motto The Hollywood Edition veranstaltet. Erstmals gab es einen 250 Meter langen roten Teppich (Walk of Fame) quer über das Stadiongelände, der den Helikopterlandeplatz mit dem VIP-Eingang des Stadions verband und den – nach provisorischer Absperrung – einige Künstler nach ihrer Landung mit dem Helikopter mit Gang durch die Besuchermenge beschritten.
2019 fand das Festival vom 7. bis 9. Juni unter dem Titel World Club Dome Space Edition statt. Hierzu verkündete der Veranstalter im Vorfeld eine Kooperation mit der Europäischen Weltraumorganisation ESA und veröffentlichte unter anderem ein Video mit einer Grußbotschaft des damaligen Kommandanten der Internationalen Raumstation ISS, dem deutschen Raumfahrer Alexander Gerst, das an Bord der ISS aufgenommen worden war.
2020 wurde die Veranstaltung, diesmal unter dem Titel World Club Dome Las Vegas Edition, aufgrund der Covid19-Pandemie auf 2021 verschoben. Im Jahr 2021 selbst wiederum sollte die Verschiebung von Anfang Juni auf Anfang September erfolgen. Allerdings konnte dann, ebenfalls aufgrund der Pandemie und deren Einschränkungen, nur eine verkleinerte Form in der Pool-Area ausgetragen werden, die auch sonst so genannten Pool Sessions. Schlussendlich fand Anfang Juni 2022 wieder ein komplettes Event unter dem ursprünglich für 2020 bereits geplanten Titel World Club Dome Las Vegas Edition statt.

### Übersicht
| Datum                  | Bezeichnung       | Besucher | Headliner |
| ---------------------- | ----------------- | -------- | --- |
| 9. Juni 2013           |                   | 25.000   | David Guetta, Tiësto, Axwell, Steve Aoki, Hardwell, Martin Solveig und Sven Väth |
| 31. Mai – 1. Juni 2014 |                   | 60.000   | Hardwell, David Guetta, Tiësto, Steve Aoki, Dimitri Vegas & Like Mike, Martin Garrix, Alesso, W&W, Dada Life, Krewella und Showtek                                                                  |
| 5. – 7. Juni 2015      |                   | 100.000  | Hardwell, David Guetta, Avicii, Steve Aoki, Blasterjaxx, Dvbbs, Krewella, Deep Dish, Dimitri Vegas & Like Mike, Faithless, Jamie Jones, Robin Schulz, Sigma, Steve Angello und The Bloody Beetroots |
| 3. – 5. Juni 2016      |                   | 120.000  | Armin van Buuren, Dimitri Vegas & Like Mike, Hardwell, Martin Garrix, Steve Aoki, Oliver Heldens, David Guetta und Robin Schulz                                                                     |
| 2. – 4. Juni 2017      |                   | 140.000  | Hardwell, Martin Garrix, Zedd, Krewella, Dimitri Vegas & Like Mike, Steve Aoki, Marshmello, W&W, Deichkind, Sven Väth                                                                               |
| 1. – 3. Juni 2018      | Hollywood Edition | 160.000  | Axwell Λ Ingrosso, Dimitri Vegas & Like Mike, Tiësto, Steve Aoki, Martin Garrix, Nervo, Afrojack, Angerfist                                                                                         |
| 7. – 9. Juni 2019      | Space Edition     | 180.000  | Don Diablo, Paul Kalkbrenner, Dimitri Vegas & Like Mike, David Guetta, Armin van Buuren, Marshmello                                                                                                 |
| 3. – 5. Juni 2022      | Las Vegas Edition | 180.000  | David Guetta, Scooter, Dimitri Vegas & Like Mike, Deadmau5, Angerfist, Blasterjaxx, DJ Snake, Robin Schulz, Steve Aoki, Timmy Trumpet                                                               |
| 9. – 11. Juni 2023     | Atlantis Edition  | 200.000  | |
| 6. – 8. September 2024 | Future Edition    |          | |
| 6. – 8. Juni 2025      | Moon Edition      |          | |

## World Club Dome Winter Edition
Im Jahr 2015 wurde eine Winter Edition des World Club Domes erstmals veranstaltet. Dies geschah in Kooperation mit Hardwell sowie dessen Revealed-Recordings-Kollegen Kill The Buzz. Ausgetragen wurde das Festival in der Gelsenkirchener Veltins-Arena. Die 40.000 verfügbaren Tickets waren innerhalb von drei Tagen ausverkauft, wodurch zum ersten Mal in Deutschland ein einzelner DJ ein ganzes Stadion füllte.
Am 12. November 2016 wurde die zweite Ausgabe der Winter Edition des World Club Domes ausgetragen. Hierbei traten die Brüder Dimitri Vegas & Like Mike im Zuge ihrer „Bringing the World the Madness“-Tour eineinhalb Stunden auf. Im Vorprogramm spielten Le Shuuk, Angemi, Wolfpack und Mattn jeweils eine Stunde. Insgesamt nahmen 45.000 Zuschauer an der Veranstaltung teil, womit der Rekord des größten Club- und DJ-Set von Hardwell aus dem Vorjahr überboten wurde.
Am 11. November 2017 fand die dritte Ausgabe der Winter Edition des World Club Domes mit Martin Garrix als Headliner statt. Als Support Acts traten wie im Vorjahr Le Shuuk sowie CMC$, Brooks, Julian Jordan und Justin Mylo auf. Mit 38.000 Besuchern konnte die Rekordzahl des Vorjahres nicht erreicht werden.
Die vierte Ausgabe der Winter Edition des World Club Domes fand vom 16. bis 18. November 2018 in der Düsseldorfer Merkur Spiel-Arena statt. 90.000 Zuschauer nahmen an der Veranstaltung teil.
Vom 10. bis 12. Januar 2020 fand die fünfte Ausgabe der Winter Edition des World Club Domes mit 100.000 Besuchern in der Düsseldorfer Merkur Spiel-Arena statt.
Die für den 8. bis 10. Januar 2021 geplante Ausgabe wurde wegen der COVID-19-Pandemie abgesagt.

### Übersicht
| Datum                 | Ort                           | Besucher | Headliner | Support Acts |
| --------------------- | ----------------------------- | -------- | --- | --- |
| 7. November 2015      | Veltins-Arena Gelsenkirchen   | 40.000   | Hardwell | Kill The Buzz |
| 12. November 2016     | Veltins-Arena Gelsenkirchen   | 45.000   | Dimitri Vegas & Like Mike | Le Shuuk, Angemi, Wolfpack, Mattn |
| 11. November 2017     | Veltins-Arena Gelsenkirchen   | 38.000   | Martin Garrix | Le Shuuk, CMC$, Brooks, Julian Jordan, Justin Mylo                                                                                        |
| 16.–18. November 2018 | Merkur Spiel-Arena Düsseldorf | 90.000   | The Black Eyed Peas, The Chainsmokers, Dimitri Vegas & Like Mike, Don Diablo, Ingrosso, Lost Frequencies, Marshmello, Nervo, Robin Schulz | The Black Eyed Peas, The Chainsmokers, Dimitri Vegas & Like Mike, Don Diablo, Ingrosso, Lost Frequencies, Marshmello, Nervo, Robin Schulz |
| 10.–12. Januar 2020   | Merkur Spiel-Arena Düsseldorf | 100.000  | Martin Garrix, Dimitri Vegas & Like Mike, Robin Schulz, Gestört aber geil, Steve Aoki, Le Shuuk, Da Tweekaz, Moguai, Gianluca Vacchi      | Martin Garrix, Dimitri Vegas & Like Mike, Robin Schulz, Gestört aber geil, Steve Aoki, Le Shuuk, Da Tweekaz, Moguai, Gianluca Vacchi      |
| 16.–17. Dezember 2022 | Merkur Spiel-Arena Düsseldorf |          | | |
| 05.–06. Januar 2024   | Festhalle (Frankfurt am Main) |          | Steve Aoki, Gestört aber geil, Timmy Trumpet                                                                                              | |

## World Club Dome Korea
Vom 22. bis 24. September 2017 fand zum ersten Mal der Ableger World Club Dome Korea in Incheon, Südkorea statt. Veranstaltungsort war ein Austragungsort der Fußballweltmeisterschaft 2002, das Incheon-Munhak-Stadion. Der lokale Ausrichtungspartner von BigCityBeats war die koreanische Firma MPC Partners. Das Festivalgelände bestand aus dem Mainfloor (Infield des Stadions mit Mainstage) und mehreren auf dem Gelände verteilten weiteren Bühnen mit unterschiedlichen elektronischen Musikrichtungen. Die zweite Ausgabe des koreanischen Ablegers fand vom 14. bis 16. September 2018 ebenfalls in Incheon statt.

### Übersicht
| Datum                    | Besucher | Headliner |
| ------------------------ | -------- | --- |
| 22. – 24. September 2017 | 100.000  | Don Diablo, Afrojack, Steve Aoki, Kygo, Robin Schulz, W&W, Armin van Buuren, Dimitri Vegas & Like Mike, Felix Jaehn, Bingo Players, Sven Väth, Lost Frequencies, Ummet Ozcan, Oliver Heldens, Marshmello, Martin Garrix |
| 14. – 16. September 2018 | ?        | Armin van Buuren, Dimitri Vegas & Like Mike, Ferry Corsten, Flosstradamus, KSHMR, Ummet Ozcan, Krewella, Martin Garrix, Le Shuuk, Steve Aoki, Timmy Trumpet und weitere                                                 |